# Leonardo Páez
Héctor Leonardo Páez León (Ciénega, Boyacá, Colombia, 10 de julio de 1982) es un ciclista colombiano de montaña en la modalidad campo traviesa y maratón. Ha participado en los Juegos Olímpicos de Verano de 2008 quedando en el puesto 26°, mientras que en los Juegos Olímpicos de Verano de 2012 participó quedando en la posición 28°.
Durante el 2019 ganó por quinta vez el Sella Ronda Hero (Dolomitas), y ganaría por primera vez el Monterosa Prestige Marathon (Valle de Aosta).

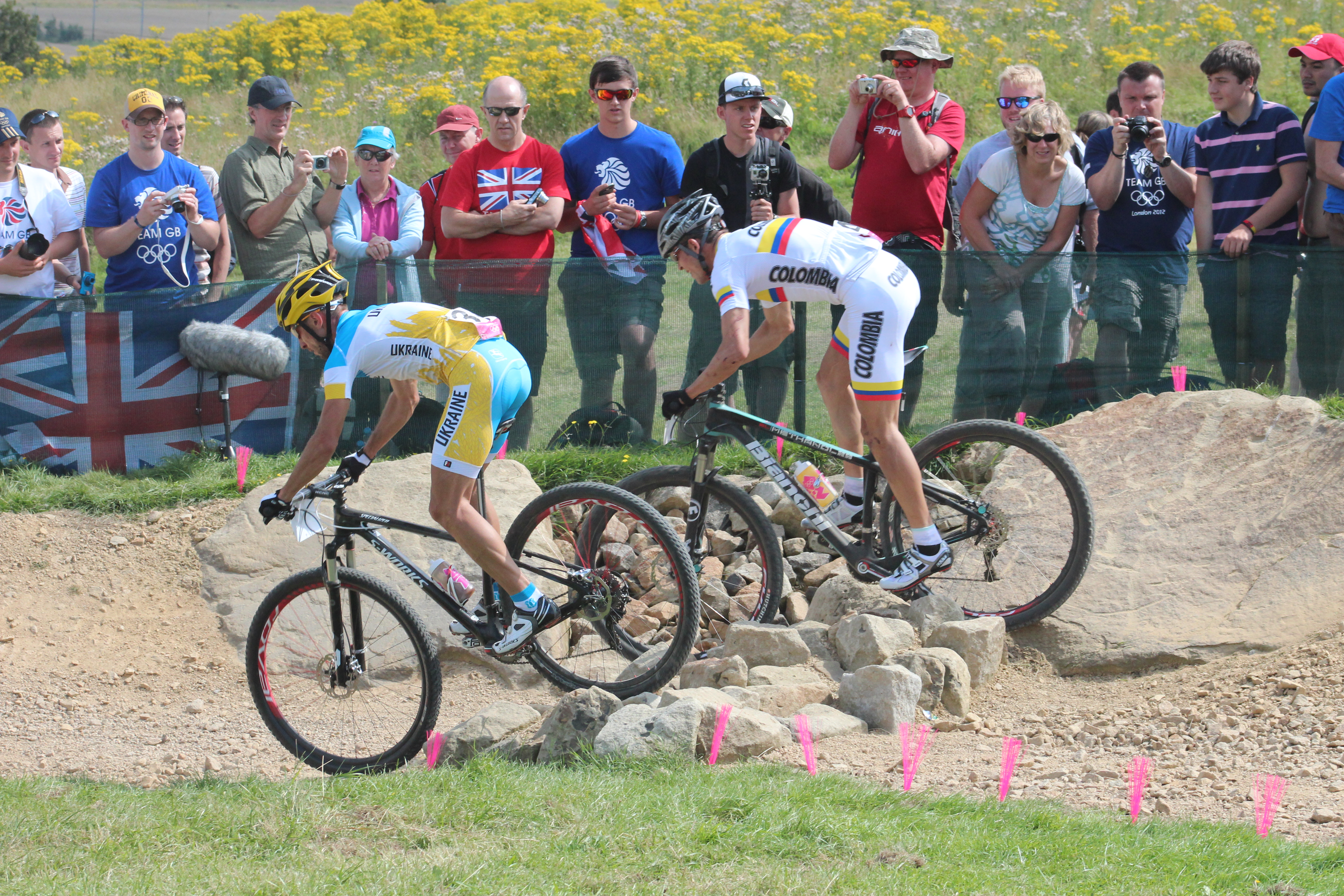
Leonardo en competencia en los Juegos Olímmpicos de Londres 2012.

Se convertiría dos veces Campeón del Mundo de Mountain Bike en la modalidad Maratón entre 2019 y 2020, luego de haber alcanzado anteriormente en la misma categoría en los campeonatos mundiales de Oisans 2006 (2° lugar), en Kirchberg 2013, Laissac 2016 y Auronzo di Cadore 2018 logrando el 3° puesto.